# Ivanka pri Nitre
Ivanka pri Nitre je obec na Slovensku. Leží v okrese Nitra v Nitranském kraji. Žije zde přibližně 3 100 obyvatel.